# Thérèse Lourenço
Thérèse Gille Lourenço (Lisbonne, 1330 - ?) est l'amante du roi Pierre Ier du Portugal et la mère du roi Jean Ier du Portugal.

## Biographie
Selon le chroniqueur Fernão Lopes, elle est une aristocrate du royaume de Galice appelée Dona Tareija Lourenço, mais il est établi au XVIIIe siècle par l'historien Antonio Caetano de Sousa (pt), grâce à un document conservé à l'Institut des archives nationales, qu'elle est une femme du peuple de Lisbonne ; ses parents sont Lourenço et Sancha Martins, de prospères marchands lisboètes.
Elle a une relation avec le roi Pierre Ier du Portugal après l'assassinat d'Inês de Castro. Elle tombe enceinte et donne naissance à un fils, Jean, le 11 avril 1357. Le roi éloigne le garçon des intrigues de la Cour et le confie au père de Thérèse, pour lui donner une bonne éducation et pour qu'il puisse être élevé plus tard au rang de chevalier. En 1364, Jean est nommé grand-maître de l'ordre d'Aviz. Il devient même roi de Portugal en 1385, après la crise de 1383-1385. Après la naissance de Jean, on ne sait plus rien de Thérèse.